# Concile œcuménique
 (août 2011).
Si vous disposez d'ouvrages ou d'articles de référence ou si vous connaissez des sites web de qualité traitant du thème abordé ici, merci de compléter l'article en donnant les références utiles à sa vérifiabilité et en les liant à la section « Notes et références ».
Un concile œcuménique est une assemblée réunissant tous les évêques et autorités ecclésiastiques du christianisme (oikumènè, « totalité de la terre habitée »). En raison des divisions au cours de l'histoire, seule l’Église catholique en a conservé l'usage, avec une signification de facto plus restreinte. Ainsi, les orthodoxes reconnaissent la validité des sept premiers conciles, tenus de 325 à 787, les protestants ne reconnaissent la validité que des six premiers, tandis que l'Église catholique reconnaît aussi les 14 conciles œcuméniques du deuxième millénaire, soit un total de 21. Le dernier d'entre eux à ce jour est celui de Vatican II, convoqué par Jean XXIII en 1962 et clos par Paul VI en 1965.
Si les premiers conciles œcuméniques ont été convoqués par des autorités séculières, notamment les empereurs romains, les conciles plus tardifs et notamment les plus récents de l’Église catholique sont convoqués à titre religieux.

## Réception des conciles œcuméniques
Les sept conciles convoqués durant le premier millénaire peuvent être qualifiés de véritablement œcuméniques dans la mesure où tous les évêques chrétiens sont invités à y participer. Toutefois, ceux-ci s'étant déroulés dans leur intégralité en Asie Mineure ou à Constantinople, les évêques de l'Europe occidentale sont en réalité très minoritaires. À titre d'exemple, le deuxième concile de Constantinople (553) ne compte que treize évêques européens, sans un seul évêque italien.
Après la scission entre Rome et les patriarcats d'Orient (en 1054), le Patriarcat de Rome (Église catholique) a continué à donner le titre d'œcuménique à certains conciles bien qu'uniquement tenus dans sa propre juridiction. Les patriarcats d'Orient, quant à eux, tout en continuant à réunir eux aussi des assemblées conciliaires, considèrent que l'unité des chrétiens n'étant plus, le terme ne doit plus être utilisé. Aussi l'Église orthodoxe peut-elle être appelée « Église des sept conciles », l'Église catholique reconnaissant quant à elle et jusqu'à présent vingt et un conciles.
Pour le protestantisme, Calvin précise :

« Nous recevons volontiers les anciens conciles, comme de Nicée, de Constantinople, le premier d’Éphèse, Chalcédoine, et les semblables qu'on a tenus pour condamner les erreurs et opinions méchantes des hérétiques ; nous leur portons, dis-je, honneur et révérence, en tant qu'il appartient aux articles qui y sont définis. Car ces conciles ne contiennent rien qu'une pure et naturelle interprétation de l'Écriture, que les saints Pères par bonne prudence ont accommodée pour renverser les ennemis de la chrétienté. »

— Institution chrétienne IV. IX. 8
Au XXe siècle, le pape Paul VI a préconisé de distinguer les conciles proprement œcuméniques, c’est-à-dire communs à une grande partie de la chrétienté, des conciles qui, bien qu'on les ait appelés œcuméniques, ont été en fait des conciles généraux de l'Église catholique. C'est le cas des conciles qui suivirent celui de Nicée II, jusqu'à celui de Vatican II.
Sont recensés successivement :
- les conciles reconnus comme œcuméniques tant par l'Église catholique que par les orthodoxes. Certains de ces conciles n'ont cependant pas été reçus par les chrétiens « nestoriens » ou les chrétiens « monophysites », nommés en conséquence "Église" des deux conciles et "Église" des trois conciles ;
- les vingt-et-un conciles reconnus comme œcuméniques par l'Église catholique.

## Les sept premiers conciles œcuméniques
Tous les conciles œcuméniques n'ont pas la même importance doctrinale ; les quatre premiers sont essentiellement centrés sur la doctrine du Christ et sont à l'origine des premières déchirures de l'Église. Si les raisons théologiques ont pesé, on ne peut ignorer le poids du politique : les conciles sont convoqués à l'initiative de l'Empereur et les Églises de la première déchirure ont souvent des dénominations « nationales » (grecque, arménienne, assyrienne, chaldéenne, syrienne…).
Les conciles reconnus comme œcuméniques tant par l'Église catholique que par l'Église orthodoxe, sont au nombre de sept :
1. 325, Nicée I, convoqué par Constantin Ier. Les évêques ont reconnu que « Dieu s'est fait homme en Jésus-Christ qui est fils de Dieu ». Ce concile condamne la doctrine d'Arius, l'arianisme, qui considère Jésus-Christ comme une créature de rang intermédiaire entre Dieu et l'homme. Le concile formule la divinité de Jésus-Christ et rédige un premier Credo. Selon la tradition, Nicolas de Myre et Spyridon de Trimythonte y jouent un rôle prépondérant[6] ;
2. 381, Constantinople I, convoqué par Théodose Ier. Les évêques adoptent le dogme de la Trinité. Ce concile condamne la doctrine de Macédonius et des pneumatomaques qui nie la divinité du Saint-Esprit. Il réaffirme la divinité du Christ, affirme celle du Saint-Esprit et achève la rédaction du Credo dit de Nicée-Constantinople. Ce concile accorde aux évêques de Rome et de Constantinople une prééminence par rapport aux autres évêques. Toutes les Églises chrétiennes reconnaissent les deux premiers conciles œcuméniques ;
3. 431, Éphèse, convoqué par Théodose II. Le concile affirme l'unité du Christ dès sa conception et appelle sa mère « Mère de Dieu » (Mère de Celui qui est Dieu par nature). Il condamne Nestorius, patriarche de Constantinople, qui, redoutant une confusion possible entre l'homme Jésus et le Logos divin, enseignait que la Vierge Marie n'a donné naissance qu'à un humain qui est indissolublement lié au Logos divin. Nestorius enseignait que les deux natures coexistaient en Christ, mais étaient séparées. Cyrille d'Alexandrie joue un rôle prépondérant dans les délibérations de ce concile. Les Églises dites « nestoriennes » ont rejeté ce concile et se séparent de l'Église impériale ;
4. 451, Chalcédoine, convoqué par Marcien. Le concile affirme que Jésus-Christ est à la fois Dieu et homme, les deux natures humaine et divine en la personne de Jésus-Christ sont consacrées (voir le Symbole de Chalcédoine). Il parvient ainsi à un point d'équilibre dans l'expression de la christologie, affirmant (à la suite de Nicée I et Constantinople I) la divinité du Christ, mais en maintenant son humanité (contre ceux qui la supposaient « absorbée » par la divinité), et l'unité de sa personne (à la suite d'Éphèse). Il est cependant rejeté par ceux qui pensèrent que cette dualité fortement affirmée était une remise en cause de l'unité proclamée par saint Cyrille et par le concile d'Éphèse. Flavien de Constantinople et Léon Ier de Rome y ont joué un rôle prépondérant. Les Églises dites « monophysites », qui admettent « une seule nature » du Christ et nient la nature humaine, ont rejeté ce concile ;
5. 553, Constantinople II, convoqué par Justinien. Ce concile réaffirme la condamnation du nestorianisme ;
6. 680-681, Constantinople III, convoqué par Constantin IV. Ce concile condamne les monothélistes qui affirment que le Christ a une seule énergie, une seule volonté divine, malgré ses deux natures.
  - Concile hors liste : 691-692, concile Quinisexte ou « Penthecte », concile in Trullo, convoqué par Justinien II. Ce concile, considéré par les orthodoxes comme la prolongation et l'achèvement du précédent, ne fait pas nombre avec lui pour cette raison. Il fixa des règles de discipline : âge requis pour pouvoir être ordonné prêtre, ou diacre. Il édicta la première règle d'un concile à propos des icônes (canon 82) ;
7. 787, Nicée II, convoqué par Irène l'Athénienne. Le concile affirme que l'honneur rendu aux images s'adresse non à l'image elle-même mais à la personne qui y est représentée. Il établit une distinction entre l'adoration qui ne doit s'adresser qu'à Dieu et la vénération que l'on porte à des images, à des reliques ou à des saints pour rendre grâce à Dieu. Il condamne les iconoclastes comme des négateurs de l'incarnation de Dieu.

## Les quatorze conciles œcuméniques de l'Église catholique
L'Église catholique ajoute aux conciles œcuméniques du Ier millénaire les conciles œcuméniques suivants :
- Constantinople IV, 869 ;
- les conciles œcuméniques convoqués par le pape durant le Moyen Âge :
  - Latran I, 1123,
  - Latran II, 1139,
  - Latran III, 1179,
  - Latran IV, 1215,
  - Lyon I, 1245,
  - Lyon II, 1274,
  - Vienne, 1311-1312 ;
- les conciles œcuméniques convoqués par le pape durant la Renaissance pour traiter la crise conciliaire :
  - Constance, 1414-1418,
  - Bâle-Ferrare-Florence-Rome, 1431-1441,
  - Latran V, 1512-1517,
  - Trente, 1545-1563 ;
- les conciles œcuméniques convoqués par le pape durant l'époque moderne :
  - Vatican I, 1869-1870,
  - Vatican II, 1962-1965.